# كالمان ليفي (دار نشر)
كالمان ليفي (بالفرنسية: Calmann-Lévy)‏ هي دار نشر فرنسية تأسست في عام 1836. أسسها ميشال ليفي وأخوه كالوس ليفي.

## وصلات خارجية
- الموقع الرسمي